# Hrabstwo Bucks

Piramida wieku hrabstwa

Hrabstwo Bucks (ang. Bucks County) to hrabstwo w stanie Pensylwania w Stanach Zjednoczonych. Hrabstwo zajmuje powierzchnię lądową 1 573,11 km². Według szacunków US Census Bureau w roku 2006 liczyło 623 205 mieszkańców. Siedzibą hrabstwa jest miasto Doylestown.